# Lijst van presidenten van de Volksrepubliek China
Hieronder staat een chronologische lijst van presidenten van de Volksrepubliek China.

## Presidenten van de Volksrepubliek China (1949-heden)

### Voorzitters van de Volksrepubliek China (1949-1975)
| Nr. | Voorzitter | Voorzitter             | Ambtstermijn    | Ambtstermijn    |
| --- | ---------- | ---------------------- | --------------- | --------------- |
| 1   |            | Mao Zedong (1893-1976) | 1 oktober 1949  | 27 april 1959   |
| 2   | Liu Shaoqi | Liu Shaoqi (1898-1969) | 27 april 1959   | 31 oktober 1968 |
| 3   | Dong Biwu  | Dong Biwu (1886-1975)  | 31 oktober 1968 | 17 januari 1975 |

### Voorzitters van het Permanente Comité van het Nationaal Volkscongres (1975-1983)
| Nr. | Voorzitter  | Voorzitter              | Ambtstermijn    | Ambtstermijn |
| --- | ----------- | ----------------------- | --------------- | ------------ |
| 4   | Zhu De      | Zhu De (1886-1976)      | 17 januari 1975 | 6 juli 1976  |
| 5   | Ye Jianying | Ye Jianying (1897-1986) | 5 maart 1978    | 18 juni 1983 |

### Presidenten van de Volksrepubliek China (1983-heden)
| Nr. | President     | President                 | Ambtstermijn  | Ambtstermijn  |
| --- | ------------- | ------------------------- | ------------- | ------------- |
| 6   |               | Li Xiannian (1909-1992)   | 18 juni 1983  | 8 april 1988  |
| 7   | Yang Shangkun | Yang Shangkun (1907-1998) | 8 april 1988  | 27 maart 1993 |
| 8   | Jiang Zemin   | Jiang Zemin (1926-2022)   | 27 maart 1993 | 15 maart 2003 |
| 9   | Hu Jintao     | Hu Jintao (1942)          | 15 maart 2003 | 14 maart 2013 |
| 10  | Xi Jinping    | Xi Jinping (1953)         | 14 maart 2013 | heden         |